# 考現学
考現学（こうげんがく、the study of modern social phenomena）とは、現代の社会現象を場所・時間を定めて組織的に調査・研究し、世相や風俗を分析・解説しようとする学問。考古学をもじってつくられた造語。モダンノロジー(modernology)。

## 概要
考現学は、1927年（昭和2年）、今和次郎が提唱した学問である。今はそれまで柳田國男に師事し、民俗学研究の一環として民家研究などで業績を挙げていたが、本人の語るところによると考現学研究のため柳田に「破門」されたという。その研究のはじまりは、1923年（大正12年）の関東大震災後の東京の町を歩き、バラックをスケッチしたことからであった。
これを機に新しく都市風俗の観察の学問をはじめ、1925年（大正14年）には「銀座街風俗」の調査をおこなって雑誌『婦人公論』に発表した。「考現学」の提唱は、1927年（昭和2年）の新宿紀伊国屋で「しらべもの（考現学）展覧会」を催した際のことであった。1930年（昭和5年）には『モデルノロヂオ』が出版されている。今の提唱した「考現学」の発想から、生活学、風俗学、そして路上観察学などが生まれていった。

## 前史
明治20年代に、当時大学院生だった坪井正五郎は路上で道行く人々を定点観測し、髪型・服装・履き物の三点を記録する「風俗測定」と名付けた風俗研究法を開発し、実際にフィールドワークを行った研究結果を『東京人類学雑誌』に数回にわたって報告している。坪井の風俗測定の根幹は、西洋と日本の服装文化がどういう配分で一般人に受容されているかを調査する事で、日本人の洋風化の割合を明らかにすることにあった。今は考現学を提唱した後にこれを知り、「坪井正五郎博士は、わが国の「考現学」以前に考現学者であった」と述べている。

## 調査手法の例
さまざまな調査手法があることは言うまでもないが、一例をあげると静岡県民俗学会が2000年（平成12年）に企画した「年中行事の今」のなかで採用された、スーパーマーケットの広告チラシや販売された年中行事商品を集成して分析する手法がある最も代表的な今和次郎の調査手法は住まいの中の全ての物をスケッチ記録する手法である。新婚家庭の持ち物調査、下宿する学生の持ち物調査などがある[3]。

## 「考現学」関連図書
- 泉麻人『「お約束」考現学』ソフトバンククリエイティブ＜SB文庫＞、2006年, ISBN 978-4797333244
- 鷲田清一『てつがくを着て、まちを歩こう ファッション考現学』筑摩書房＜ちくま学芸文庫＞、2006年, ISBN 978-4480089878
- 辰巳渚『なぜ安アパートに住んでポルシェに乗るのか ミステリアス・マーケット考現学』光文社＜Kobunsha paperbacks＞、2004年
- 斉藤政喜・内沢旬子『東方見便録 「もの出す人々」から見たアジア考現学』文藝春秋＜文春文庫＞、2001年, ISBN 978-4167157173
- 江夏弘『お風呂考現学　日本人はいかにお湯となごんできたか』TOTO出版、1997年, ISBN 978-4887061521
- 今和次郎『考現学入門』筑摩書房＜ちくま文庫＞、1987.1, ISBN 978-4480021151
- 『今和次郎と考現学』河出書房新社、2013年,ISBN 978-4-309-74048-5
- 今和次郎『今和次郎　採集講義』青幻社、2011年,ISBN 978-4-86152322-9
- 『路上と観察をめぐる表現史』フィルムアート社、2013年,ISBN 978-4-8459-1209-4
- 泉麻人編『東京考現学図鑑』2011年, ISBN 978-4-05-404626-9
- 南伸坊『ハリガミ考現学』実業之日本社、1984年
- 『現代思想』2009年 第47巻9号 特集「考現学とはなにか」
- 『考現学　今和次郎集　第1巻』ドメス出版、1971年